# گاتان دونو
گاتان دونو (انگلیسی: Gaëtan Deneuve؛ زادهٔ ۳ مهٔ ۱۹۸۵) بازیکن فوتبال اهل فرانسه است.
از باشگاه‌هایی که در آن بازی کرده‌است می‌توان به باشگاه فوتبال لو آور و باشگاه فوتبال استاد برستوا ۲۹ اشاره کرد.